# Essex osztály
Az Essex osztály az Amerikai Haditengerészet egyik repülőgép-hordozó osztálya volt, amelyből a második világháború alatt és után összesen 24 darabot építettek. Az Amerikai Haditengerészet eredetileg 32 darab hajót rendelt meg, de hatot még az építés megkezdése előtt, további kettőt az építés megkezdése után mondtak le. Az Essex osztályú repülőgép-hordozók jelentették az Amerikai Haditengerészet fő csapásmérő erejét a második világháborúban az osztály 1943-as szolgálatba állítása után. A Midway osztály szolgálatba állása mellett egészen az 1970-es évekig, a nukleáris repülőgép-hordozók szolgálatba állításáig fontos szerepet játszottak. Az osztály utolsó egységét 1991-ben vonták ki az aktív szolgálatból.

## Története
Az Essex osztály tervezése és fejlesztése során nagy szerepet játszottak az ezt megelőző repülőgép-hordozó osztály, a Yorktown osztály fejlesztése során szerzett tapasztalatok, illetve az akkor érvényben lévő 1922-es washingtoni haditengerészeti szerződés által kikényszerített kompromisszumok. Amikor 1936-ban Japán és Olaszország felmondta a washingtoni egyezményt, a korábbi osztály fejlesztése során figyelembe vett korlátok lényegében megszűntek, és az öt szerződő fél mindegyike, így az Egyesült Államok is, új hajóosztályok tervezéséhez fogott.
A washingtoni szerződés felmondása idején Olaszország és Japán is nagyszabású gyarmatbirodalom kiépítését fontolgatta és már megvívták első gyarmatosító háborúikat (abesszíniai háború, Mandzsúria japán megszállása). A szintén szerződő fél Németország ekkor már Európa meghódítására készülődött, ezért mind Nagy-Britannia, mind az Egyesült Államok haditengerészeti tervezői új, a korábbi korlátozásoktól mentes és az előző osztályok tapasztalataira épülő hadihajók tervezésébe fogtak.
Az Essex tervezésekor fő szempont volt, hogy a korábbinál több repülőgépet tudjon szállítani, ezért a Yorktown-nál közel 20 méterrel hosszabb és 3 méterrel szélesebb volt, vízkiszorítása harmadával nagyobb volt. A hosszabb és szélesebb repülőgép-fedélzet és a fedélzet oldalára helyezett repülőgépliftek lényegesen hatékonyabbá tették a fedélzetre települt repülőgépek működtetését, nagymértékben növelve a hajók támadó és védekező potenciálját.
A korábbi osztályokhoz képest az Essex fegyverzetét, páncélzatát és gépészeti rendszereit is korszerűsítették, amik nagymértékben növelték a hajó túlélő-képességét. Ennek legjobb példája, hogy a második világháború alatt egyetlen Essex sem süllyedt el, és két hajó (az USS Franklin (CV-13) és az USS Bunker Hill (CV-17)) is saját erejéből tért vissza honi kikötőbe, miután japán repülőgépek igen súlyos károkat okoztak nekik. Az osztály hajóit a második világháború után sem vonták ki a szolgálatból és még a vietnámi háború idején is a haditengerészet fő csapásmérő erejét alkották.

## Az osztály létrehozása

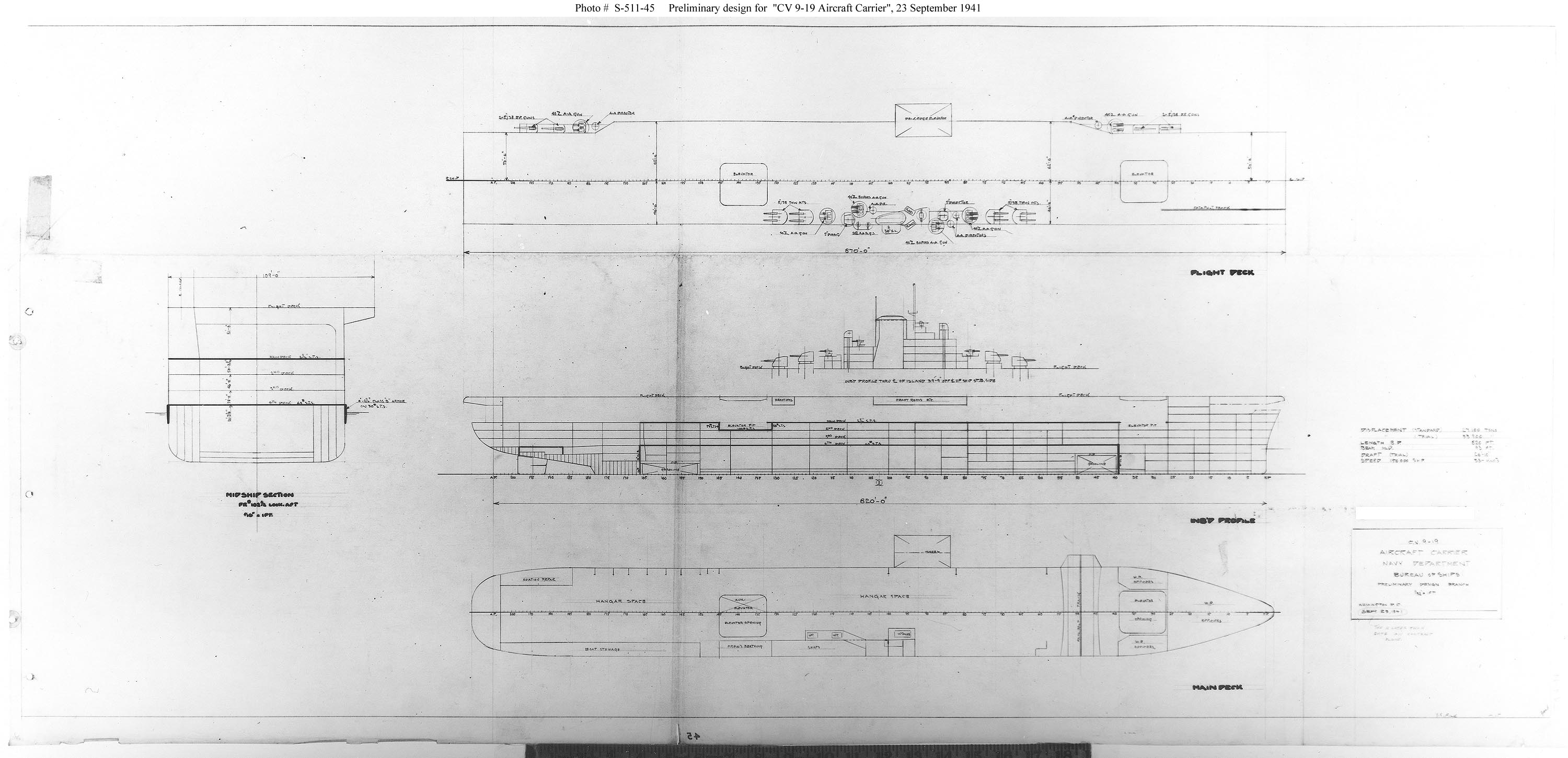
az Essex osztály 1941-es tervrajzai

A washingtoni egyezmény 1936-os felmondása után az 1938. május 17-én a "Haditengerészet Bővítéséről szóló Kongresszusi Határozat" (Naval Expansion Act of Congress) adott felhatalmazást az új, korlátozásoktól mentes hadihajók megépítésére. A repülőgép-hordozók tekintetében a vízkiszorítás felső határa 40 000 tonna lett. Ekkor kezdődött a Hornet és az Essex építése – az utóbbi hajó lett később az osztály első és névadó egysége.
A haditengerészet tervei szerint a CV-9 számot viselő Essex lett volna az új osztály 27 000 tonna vízkiszorítású prototípusa, ami nagyobb volt az aktív szolgálatban álló USS Enterprise (CV-6) hordozónál, de kisebb az eredetileg csatacirkálónak tervezett, később hordozóvá átalakított Lexington osztály  (USS Lexington (CV-2), USS Saratoga (CV-3) méreteinél. Az új osztály első három egységét (CV-9, 10 és 11) 1940. július 3-án rendelték meg a Newport News hajógyártól. Egy későbbi törvény lehetővé tette 10 további hajó megrendelését, ezek közül nyolcat 1940. szeptember 9-én rendeltek meg (CV-12-től 15-ig a Newport News-tól, CV-16-tól 19-ig a Fore River Shipyardtól). A CV-20 és CV-21 számot viselő hajókat nyolc nappal a Pearl Harbor elleni japán támadás után rendelték meg (a megrendelést a Brooklyn Navy Yard és a Newport News kapta).
Miután az Egyesült Államok hadat üzent Japánnak és Németországnak, a Kongresszus újabb forrásokat tett elérhetővé, hogy a Haditengerészet 19 újabb Essex osztályú repülőgép-hordozót rendelhessen. Meglepő módon ebből a rendelésből csak két hajó készült el időben, hogy részt vehessen a második világháborús hadműveletekben.
Az osztály első nyolc hajóját a Haditengerészet korábbi híres hajóiról nevezték el (Essex, Bon Homme Richard, Intrepid, Kearsarge, Franklin, Hancock, Randolph, Cabot). A Cabot-ot építés közben nevezték át az 1942 májusában vívott Korall-tengeri csata során elsüllyedt az USS Lexington (CV-2) repülőgép-hordozó emlékére. Ugyanígy járt a Bon Homme Richard is: miután az 1942. június 7-én vívott midwayi csata során elsüllyedt a Yorktown hordozó, átnevezték USS Yorktown-ra (CV-10). Az osztály több más hajóját is átnevezték a második világháborús tengeri csatákban elsüllyedt amerikai repülőgép-hordozók emlékére.

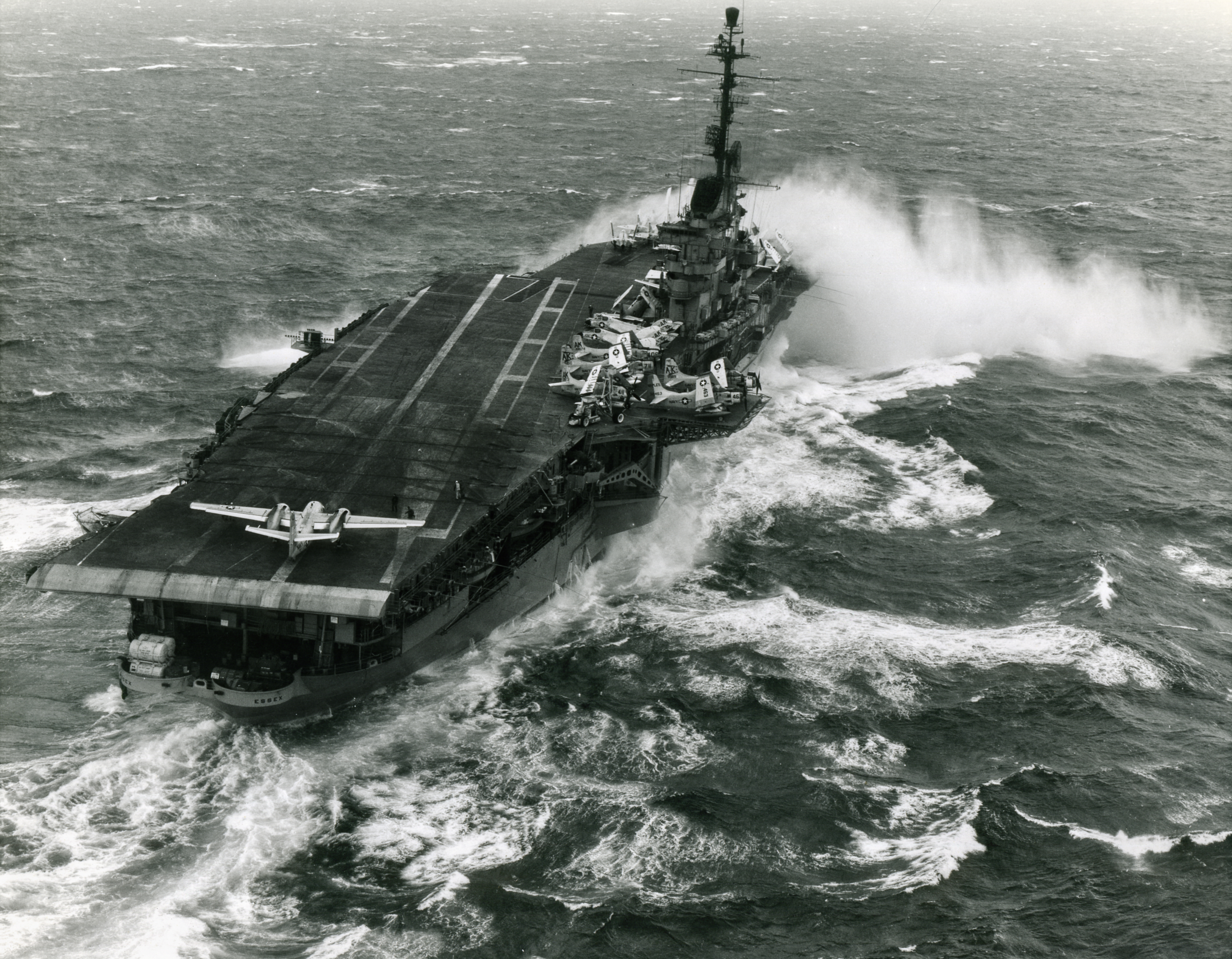
Az osztály névadó egysége, az Essex viharos tengeren hajózik, a háború után átépített ferde fedélzettel.

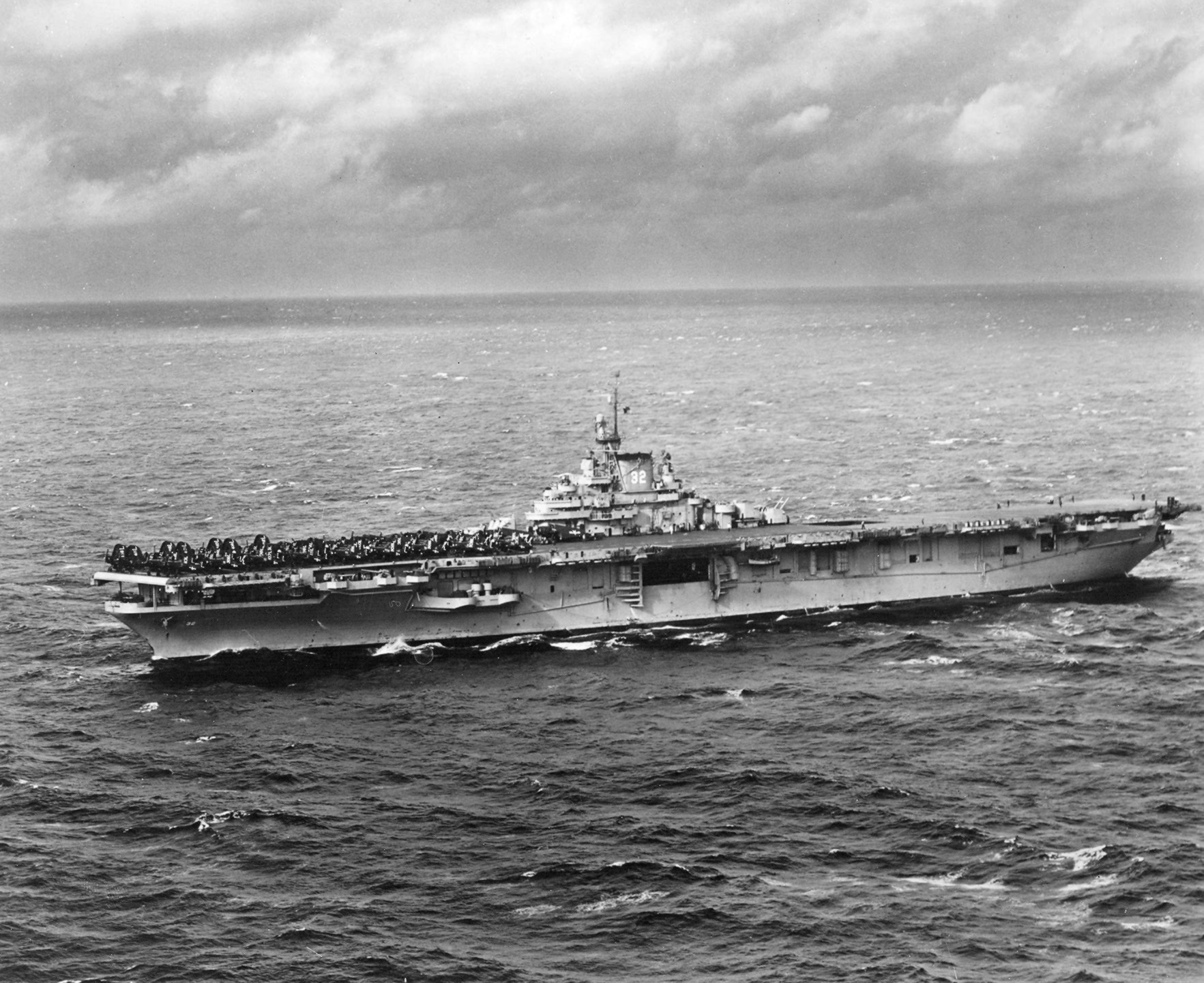
Az USS Leyte (CV-32) egy 1948-as hadgyakorlaton

Japán kapitulációja után a már megrendelt újabb hat hajót (CV-50 és 55 között) törölték. Ekkor a hajógyárakban még mindig folytak további kilenc Essex építésének munkálatai. Ezek közül hatot befejeztek, kettőt (Reprisal és Iwo Jima) azonnal leselejteztek és egyet (USS Oriskany (CV-34)) jelentős mértékben átalakítva fejeztek be 1950-ben. Összességében a háború alatt az Amerikai Haditengerészet 32 Essex osztályú repülőgép-hordozót rendelt meg, ezek közül 26 építését kezdték meg és 24-et ténylegesen be is fejeztek. A harcokban azonban csak 18 ilyen hajó vett részt.

## Tervezés és fejlesztés

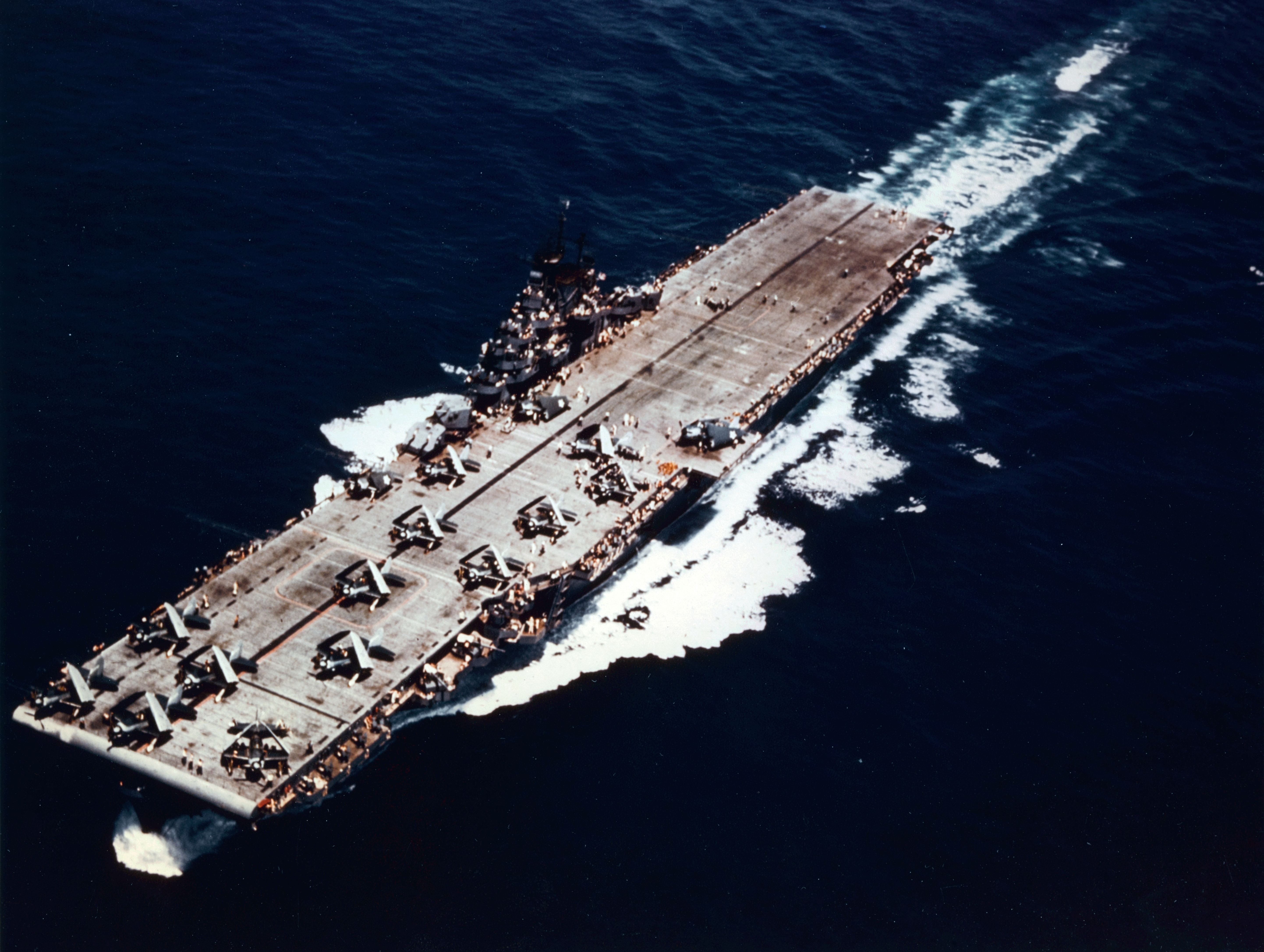
Yorktown

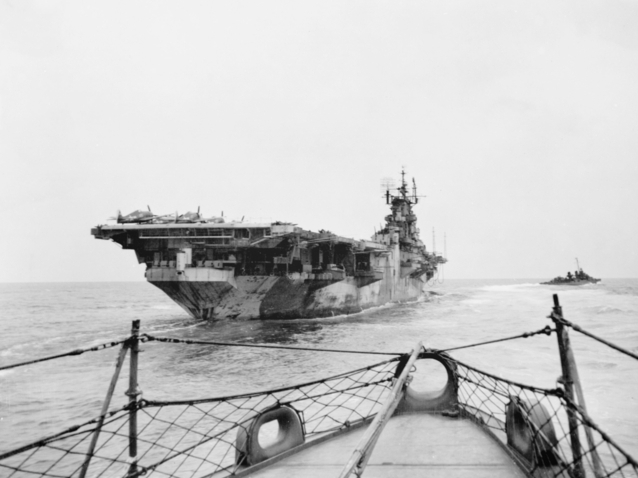
Yorktown a tat felől

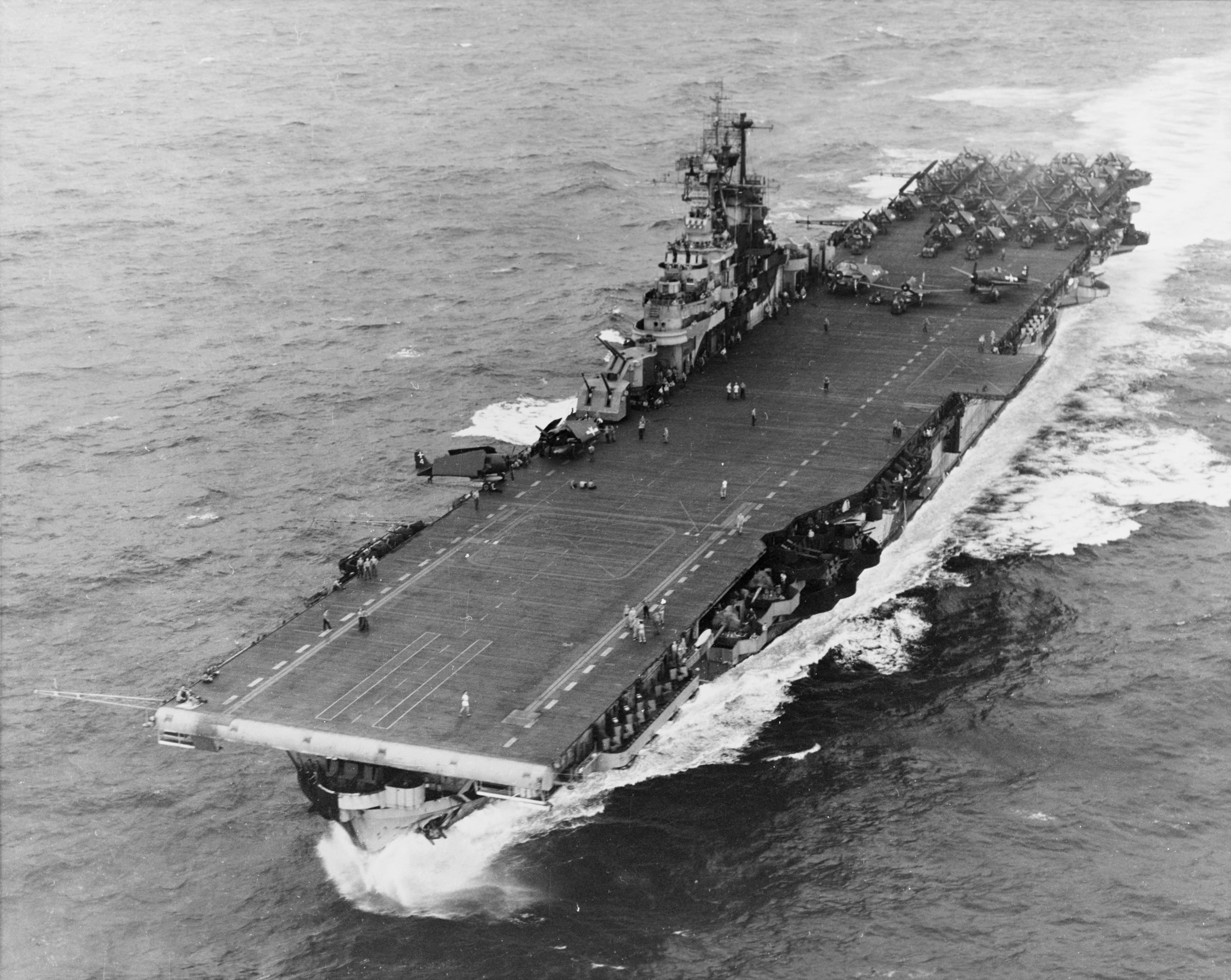
Intrepid 1944 novemberében a Fülöp-szigetek közelében

Az Essex tervezése során kiemelt figyelmet fordítottak a repülőfedélzet és a hangárfedélzet kialakítására, illetve ezek méretére. A repülőgépek jelentős fejlődésen mentek keresztül az első repülőgép-hordozók megépítése óta, a korai – viszonylag kicsit és könnyű – repülőgépeket nagyobb, súlyosabb modellek váltották fel. Súlyuknál fogva ezek a repülőgépek hosszabb kifutópályát igényeltek, ezért a repülőfedélzetet meg kellett hosszabbítani.
A korai repülőgép-hordozók, bár rendelkeztek a felszállást segítő katapulttal, azt alig vették igénybe. A repülőgépek fejlődésében azonban jelentős szerepet játszott a fegyverzet és a páncélzat fejlesztése, a személyzet létszámának növelése, amit azt eredményezte, hogy a háború végére a felszállások közel 40%-át katapult segítségével hajtották végre.
A hangárfedélzet kialakítását is az új, korszerű repülőgépek és üzemeltetésük igényeihez kellett alakítani a haditengerészeti tervezőknek. Nemcsak a felszállófedélzet, valamint az ott tartózkodó – felszálló vagy leparkolt repülőgépek – megnövekedett súlyát tartó, erősebb szerkezeti elemeket kellett itt beépíteni a fedélzeten tárolt pótalkatrészek tárolására és emellett helyet kellett hagyni a legénységnek is, hogy tudják mozgatni, karbantartani a repülőket.
Az Essexek egyik nagy újítása volt a fedélzet közepén található két eredeti liften felül a fedélzet bal oldalán kialakított repülőgép-lift volt. Ez az újítás először az USS Wasp-on (CV-7) tűnt fel, ahol sikeresnek bizonyult ez a konstrukció. A tervezők egy 18 x 10 méter felületű liftet alakítottak ki, ami a repülőgép-hordozók üzemeltetése során igen hasznosnak bizonyult.
Először is a lift alsó helyzetében nem tátongott egy hatalmas lyuk a felszállófedélzeten, ami kritikus helyzeteket teremthet, ha esetleg a lift megsérül vagy beragad. Másrészt a lift működtetése nem befolyásolta a felszállófedélzeten folyó tevékenységet, nem kellett a repülőgépek fel- vagy leszállását félbeszakítani, ha újabb repülőt akartak a fedélzetre emelni. Fenti helyzetében a lift tovább bővítette a felszállófedélzetet, míg a lift berendezései nem zavarták a hangárfedélzeten dolgozókat. Ezen felül az oldalsó lift mintegy 20%-kal kevesebb karbantartást igényelt.
Az Essexek tervezése során fejlesztették a páncélvédelmet, a lőszerek tárolását és mozgatását, megnövelték és biztonságosabbá tették a fedélzeti üzemanyagtartályokat, illetve a tűzoltó-berendezéseket. A hajó építése során igyekeztek korlátozni a szerkezet súlyát és komplexitását, például lapos és egyenes fémfelületek kialakításával, amelyeket speciálisan kezelt acélból alakítottak ki – ez egyszerre volt teherviselő elem és páncélzat és nem a hajó holt súlyát növelte.
Az eredeti tervek szerint az osztály hajóin 215 tiszt és 2171 fő legénység szolgált volna, de a háború végére a legtöbb hajón ennél legalább másfélszer többen voltak.

## Alkalmazás
Az Essexek szolgálatba lépése alapvető változásokat hozott a repülőgép-hordozók alkalmazására vonatkozó harcászati elgondolások terén. A háború elején uralkodó felfogás szerint a hajókat párban vetették be, a két hajó együttesen támadott célpontokat, míg az őket ért támadás esetén szétváltak, hogy megzavarják az ellenséget és megosszák erőit. A háború előrehaladtával szerzett tapasztalatok alapján ez a harcászati elgondolás nem vált be.
Az Essex, majd az Intrepid osztály bevezetésével egyre inkább előtérbe került a repülőgép-hordozók csoportos alkalmazása. A hajókat hatos kötelékben, kétszer hármas kötelékben (két, három hajóból álló, egymást támogató harccsoport), illetve három, két hajóból álló kötelékekben kezdték alkalmazni. A kötelékek egyenként is támadhattak célpontokat, míg ellenséges támadás esetén együttesen hatásosabban tudtak légvédelmi tüzet biztosítani, illetve egymást támogatni.

## Fegyverzet

### Sunday Punch
A repülőgép-hordozók elsődleges fegyverzetét természetesen a fedélzeten tartózkodó repülőszázadok jelentették, ezeket angolszász zsargonban csak Sunday Punch-nak emlegették. Az Essexek fedélzetén kezdetben 36 db vadászrepülőgép, 36 zuhanóbombázó és 18 db torpedóvető repülőgép állomásozott. A háború elején az F6F Hellcat volt rendszeresítve vadászrepülőgépként, az SB2C Helldiver felderítő-bombázó szerepet töltött be, míg a TBF Avenger eredetileg torpedóvetőnek készült, de más szerepekben is bevetették. A háború vége felé F4U Corsair repülőgépek is megjelentek vadászbombázó szerepkörben az Essexek fedélzetén.

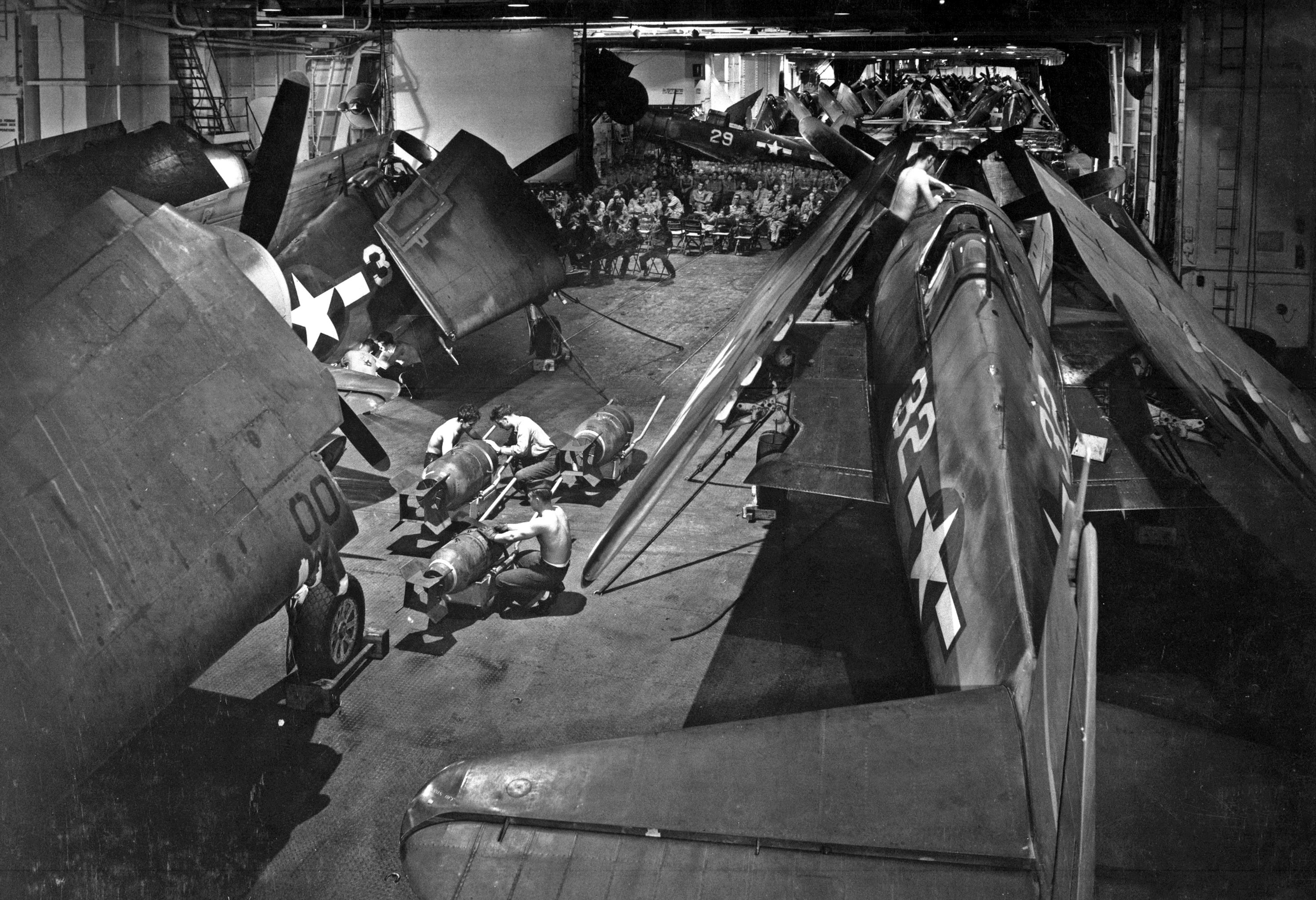
Fegyverzettechnikus dolgozik a Yorktown hangárfedélzetén az ott parkoló F6F-3 Hellcat között, 1943 október-december körül. Társai egy filmet néznek a háttérben.

### Lövegek

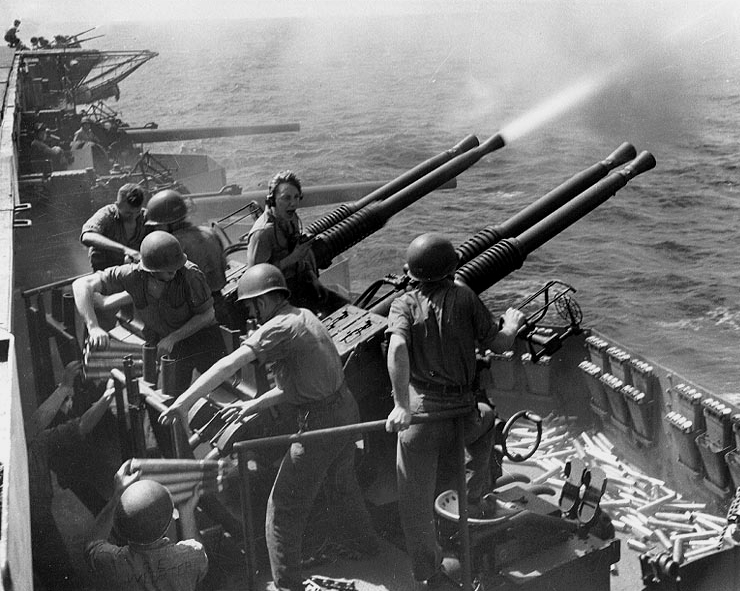
Az USS Hornet (CV 12) fedélzetén található Boforsok tüzelés közben, 1945. A háttérben láthatók az 5 hüvelykes ágyúk is.

A hajók védelmében nagy szerepet szántak a radarirányítású légvédelmi lövegeknek. A legnagyobb ezek közül a 12 db 5 hüvelykes (127 mm)/38 kaliberes löveg volt, amelyből 4x2-t a középső felépítmény közelében a jobb oldalon, illetve 4x2-t a bal oldali orr és tatfedélzeten helyeztek el. Ezen felül 17 db 4x40 mm Bofors gyorstüzelő légvédelmi löveg és 65 db 20 mm Oerlikon légvédelmi ágyú alkotta a hajók fegyverzetét.
Az 5 hüvelykes ágyút közelségi gyújtóval felszerelt (VT) lövedéket tüzeltek, amely 21 méter távolságra robbant fel az ellenséges repülőgépektől. Ezek az ágyút negatív emelkedéssel a vízbe is tudtak tüzelni, olyan vízfüggönyt hozva létre így, amely lényegében fel tudta tartóztatni az alacsonyan szálló torpedóvetőket.

### Felderítő- és kommunikációs berendezések
Az Essexek tervezésekor felhasználták a kornak megfelelő modern radar- és kommunikációs berendezéseket. Minden egységet SK légi és SC-SG felszíni radarokkal szereltek fel. Az osztály számos egysége kapott SM radart, amely a vadászrepülőgépek célra vezetésében vett részt. Az 5 hüvelykes ágyúk vezérlését két Mark 37 tűzvezető rendszer végezte, amelynek radarja (FD Mark 4) nem bizonyult megfelelőnek az alacsonyan szálló repülőgépek felderítésében, ezért hamarosan lecserélték a Mark 12/22 változatra. A 40mm-es gyorstüzelő lövegeket giroszkópos optikai tűzvezető berendezéssel szerelték fel.
A hajó hídján alkalmazták a Plan Position Indicator kijelzőt, amelynek segítségével nyomon lehetett követni a harccsoport összes hajóját, illetve rossz időben, éjszaka fenntartani a harccsoport formációját. Alkalmazták az ellenség-barát felismerő rendszert is (Identification Friend or Foe), amely elsősorban éjszaka tette lehetővé az ellenséges hajók, repülőgépek korai felderítését. A hajók és a repülőgépek közötti kommunikációt négycsatornás VHF (nagyfrekvenciás) rádióberendezések tették lehetővé, ahol a csatornaváltás csökkentette az ellenséges lehallgatás veszélyét, de egyben lehetővé is tette, hogy több hajóval vagy repülőgéppel tartsanak fenn rádiókapcsolatot.

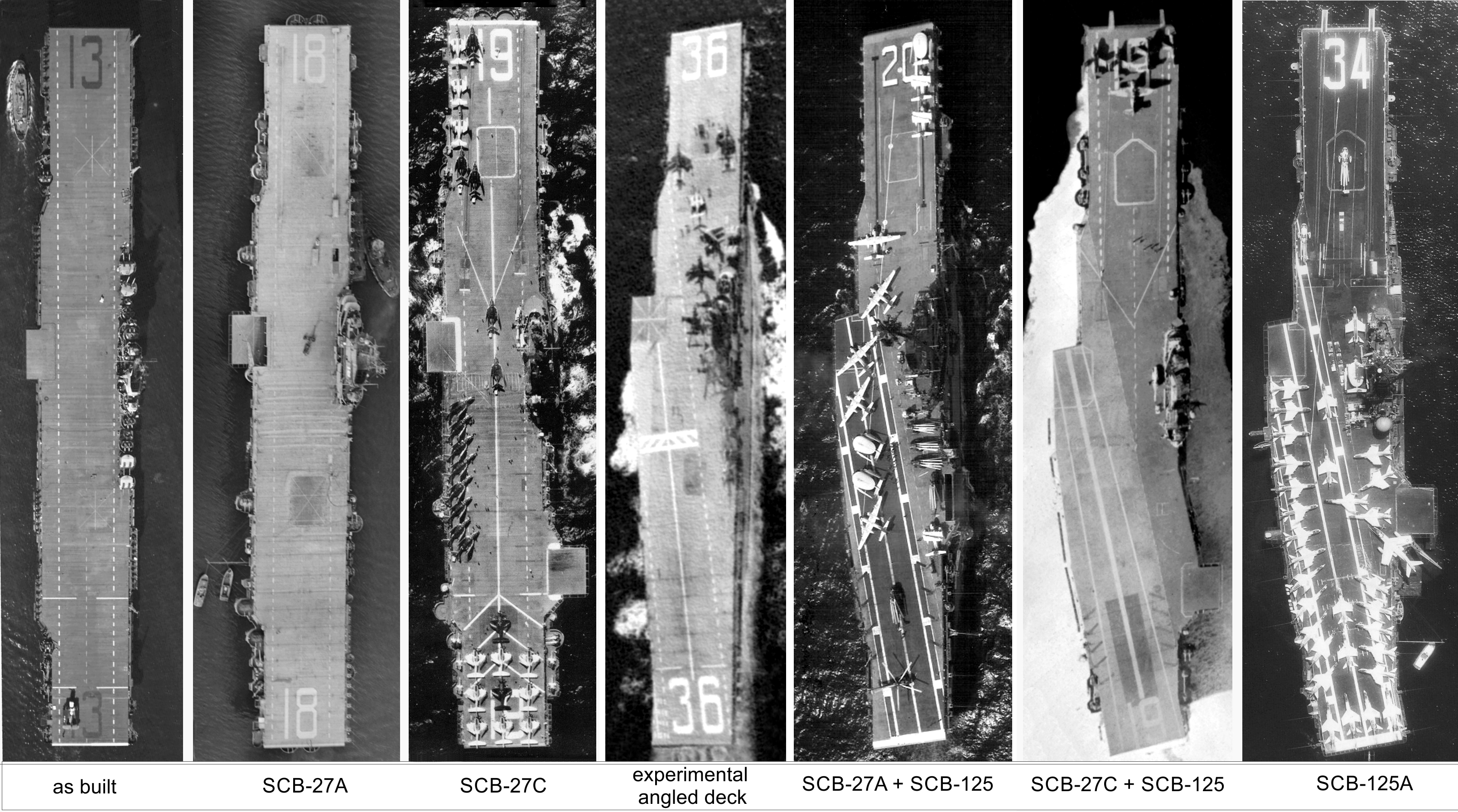
Az Essex osztály modernizációi 1944-1960 között.